# Виконавчі органи гірничих машин

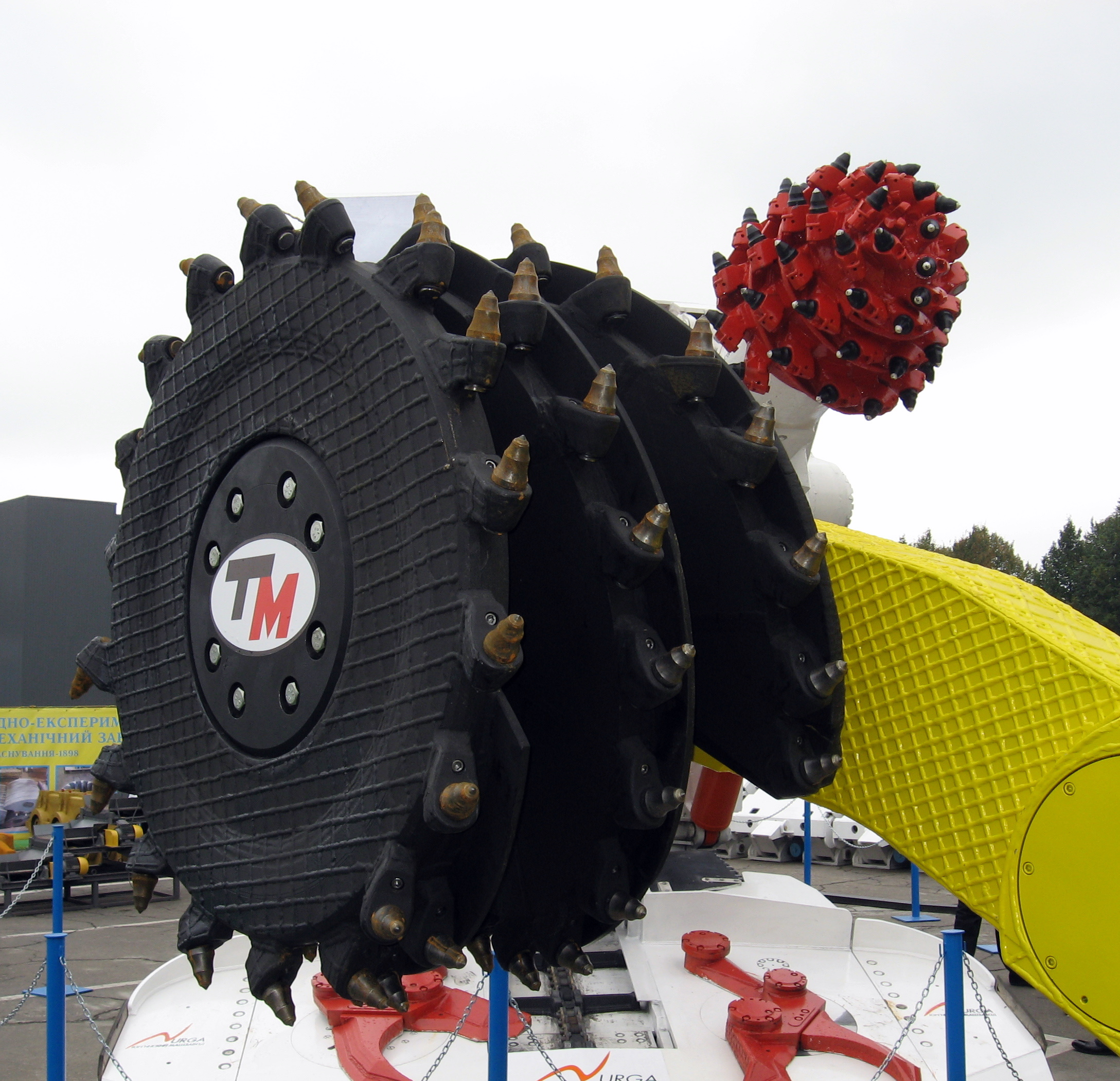
Виконавчі органи гірничих комбайнів

Виконавчі органи гірничих машин (рос. исполнительные органы горных машин, англ. ex-ecutive elements of mining engines, нім. Stellglieden für Bergbaumaschinen) — пристрої, призначені для руйнування пласта корисної копалини, руйнування та навантаження, або тільки для навантаження транспортовної гірничої маси. Поділяються на барові, дискові, барабанні, шнекові, вінцеві, бурові, стругові та ударні.